# Kleeburg (Euskirchen)
Die Kleeburg ist eine Wasserburg mit kleinem Herrenhaus samt Brücke und dreiflügeliger Vorburg nahe dem Euskirchener Stadtteil Weidesheim. Einst wachte sie über eine nahe Heerstraße.

## Geschichte

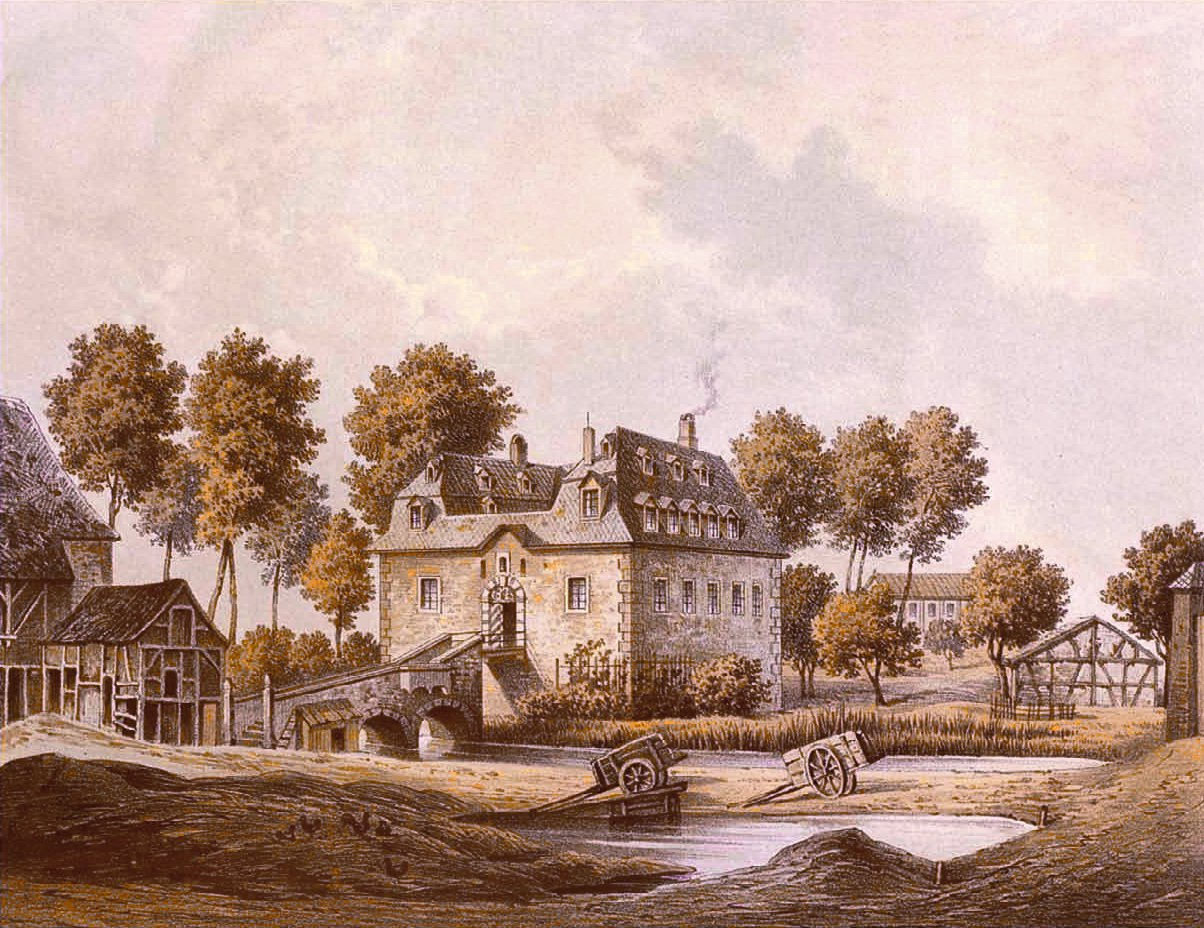
Kleeburg, Sammlung Alexander Duncker

Die ursprüngliche Anlage wurde wohl im 14. Jahrhundert erbaut und ist seit 1393 urkundlich bezeugt, als im gleichen Jahr die Eheleute Johann und Eva von Bendeman sowie ihre Schwägerin von Cleberg als Besitzer der Burg Erwähnung fanden. Mitte des 15. Jahrhunderts wechselte die Burg in den Besitz der von Dadenberg. Jeweils 1591 und 1594 wurden der West- und der Ostturm angebaut. 1671 wurde die Burg unter den Gymnich von Vlatten, den Gymnich von Gymnich und den Freiherren von Rolligen aufgeteilt.
Die Besitzverhältnisse der Burg blieben geteilt, bis schließlich Johanna Maria von Gymnich alle drei Besitzteile erwarb. Als sie 1825 als letzte ihrer Familie starb, vermachte sie die Burg dem benachbarten Freiherrn Ludwig Joseph Spies von Büllesheim.
Nach einem Brand wurde die Burg 1894 umgebaut. Teile des Südflügels und der gesamte Westflügel wurden dabei abgetragen. In Anlehnung an die Wehrmauer im Süden wurde eine große Scheune errichtet, des Weiteren im Osten einige Fachwerkbauten, die heute als Wohn- und Büroräume dienen.
Für die Jahre von 1929 bis 1997 lässt sich eine Familie Conen als Eigentümer nachweisen. 1938 brannte der Dachstuhl des Herrenhauses nieder. 1986 wurde die Kleeburg, schon stark verfallen, unter Denkmalschutz gestellt. 1997 erwarb sie Michael Freiherr von Korff. Von 1997 bis 2002 wurde die Anlage in Zusammenarbeit mit dem Rheinischen Amt für Denkmalpflege renoviert und zum Hauptsitz der Firma Daniels & Korff, bis der Eigentümer Freiherr von Korff 2023 überraschend verstorben ist.

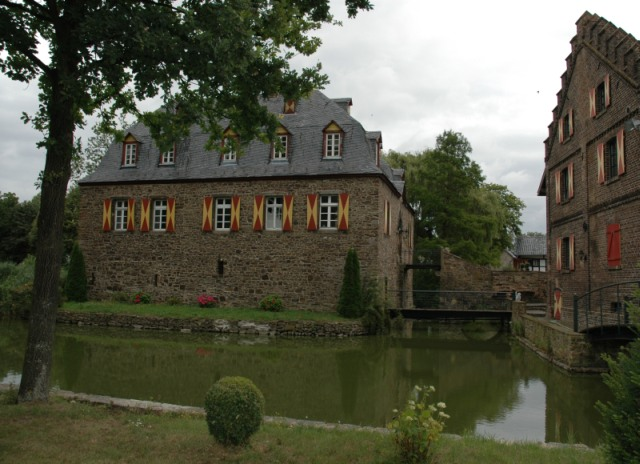
Herrenhaus und Nebengebäude mit Wassergraben
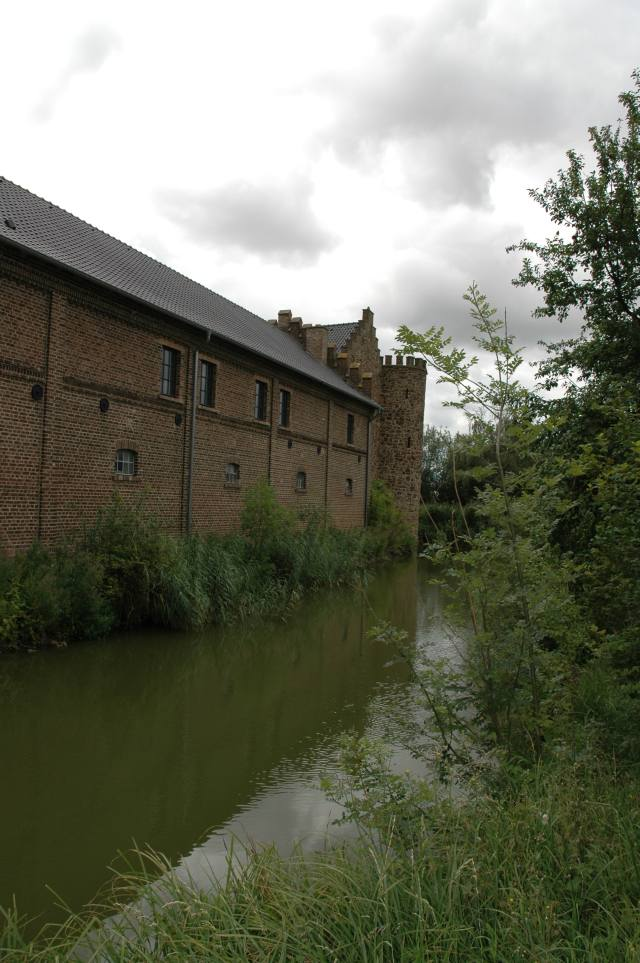
Lagergebäude und alter Wehrturm mit Wassergraben
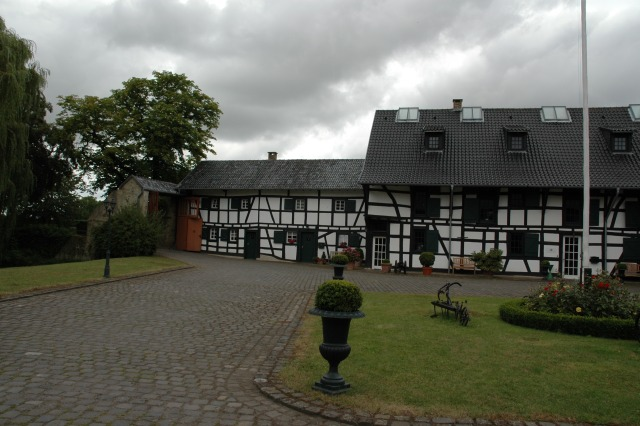
Fachwerkgebäude
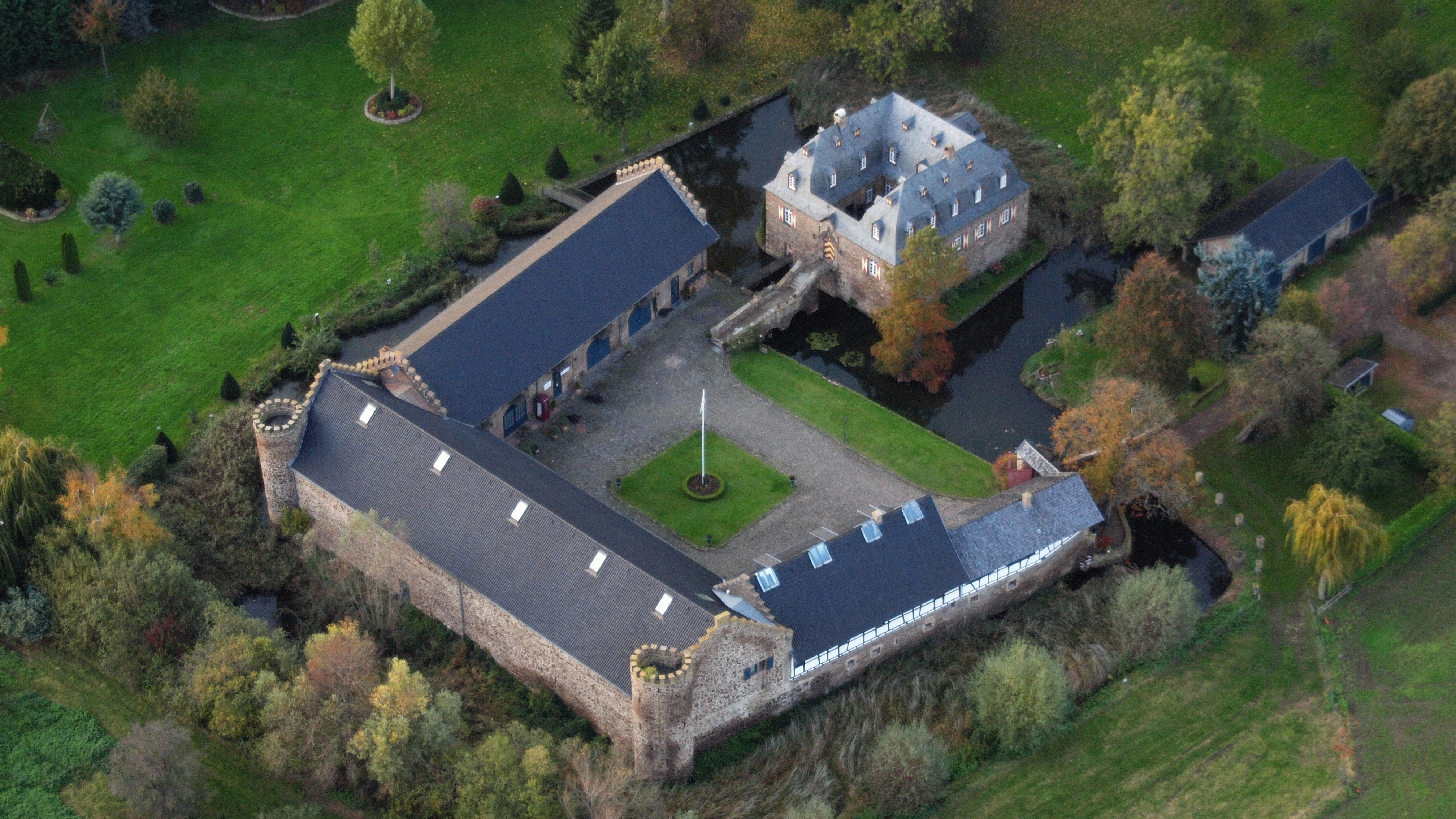
Luftaufnahme 2014